# Щировка
Щировка (Шировка) — река в России, протекает по территории Струго-Красненского района Псковской области. На реке расположен районный центр посёлок городского типа Струги Красные и деревня Марьино Марьинской волости. Протекает через озёра Чёрное и Линно. Устье реки находится в 3 км по правому берегу реки Губинки. Длина реки — 17 км.

## Данные водного реестра
По данным государственного водного реестра России относится к Балтийскому бассейновому округу, водохозяйственный участок реки — Нарва, речной подбассейн реки — подбассейн отсутствует. Относится к речному бассейну реки Нарва (российская часть бассейна).